# Vladimir Sergejevič Visocki
Vladimir Sergejevič Visocki (rusko Владимир Серге́евич Высоцкий, ukrajinsko Володимир Сергійович Висоцький), ruski mornariški častnik, * 18. avgust 1954, Komarno, Ukrajinska SSR, Sovjetska zveza † 5. februar 2021, Moskva, Rusija.
Bil je admiral (15. december 2006) in vrhovni poveljnik Ruske vojne mornarice (2007–2012).

## Življenjepis
Visocki je bil rojen v naselju Komarno, Lvovska oblast, Ukrajinska SSR. Po diplomiranju na mornariški šoli P. S. Nahimova v Sevastopolu leta 1976 je služil na Tihooceanski floti na križarki Admiral Senjavin projekta 68bis in kot namestnik poveljnika letalonosilke Minsk razreda Krečjet.
Leta 2012 ga je na mestu vrhovnega poveljnika Ruske vojne mornarice zamenjal Viktor Viktorovič Čirkov. Razlog za zamenjavo Visockega naj bi bile njegove kritike načina selitve poveljstva vojne mornarice iz Moskve v Sankt Peterburg. 5. februarja 2021 je umrl za posledicami srčnega popuščanja. Pokopan je bil z državnimi častmi na Trojekurovskem pokopališču v Moskvi.
Po njem bo poimenovana fregata Admiral Visocki razreda Admiral Gorškov Ruske vojne mornarice.